# 1983 у відеоіграх

## Події
- Почалася найбільша криза в індустрії відеоігор. До 1986 року, кінця кризи, продажі відеоігор знизилися з $3,2 млрд до $0,1 млрд.
- Засновано компанії Infogrames Entertainment SA (Ліон, Франція), Origin Systems (Остін, США), Interplay Productions (південна Каліфорнія) та Navarre Corporation.
- MCA Universal подає в суд на Nintendo, стверджуючи, що остання аркада від Nintendo, Donkey Kong, порушила авторські права кіностудії Universal на персонажа Кінг Конга (англ. King Kong). Після недовгого судового розгляду суддя визначив, що права на оригінального Кінг Конга вже перебувають у суспільному надбанні. Позов було відхилено та MCA Universal виплатила $1.8 млн. Nintendo за завдані збитки.
- Atari подає в суд на Coleco, через можливе порушення патентного права Atari на гральну консоль Atari 2600. Рік тому Coleco випустив периферійний пристрій, який зробив можливим використання картриджів для Atari 2600 для запуску на консолі ColecoVision.
- Atari здійснює захоронення великої кількості непроданих картриджів з відеоіграми та обладнання.

## Релізи
- Bally/Midway випустили гоночний бойовик Spy Hunter.
- Cinematronics випустила Dragon's Lair, першу відеогру на лазерному дискові.
- Atari випустила Star Wars, гру у векторній графіці, за мотивами однойменного фільму.
- В Японії Konami випустила Gyruss; розповсюдження гри у США провадила Centuri.
- Namco випустила Mappy, Pac & Pal, Phozon, Libble Rabble та Pole Position II.
- Nintendo випустила аркади Mario Bros. та Donkey Kong Jr. Math
- Mattel Electronics випустила гру World Series Baseball (автори — Дон Даглоу та Едді Домброуер) для Intellivision. Це була перша відеогра, в якій камера рухається під різним кутом.
- Origin Systems випустила гру Ultima III: Exodus (розробник — Річард Геріот) для Apple II, Atari 800, Commodore 64 та IBM PC. Ultima III стала першою комп'ютерною рольовою грою, яка мала ознаки покрокової стратегії.
- Electronic Arts випускає Dan Bunten's M.U.L.E. для Commodore 64.
- Electronic Arts випускає Bill Budge's Pinball Construction Set для Apple II, Atari 800 та IBM PC. Це була перша гра з так званого «будівельного» жанру.
- Bug-Byte випускає Matthew Smith's Manic Miner для ZX Spectrum.
- Ultimate Play The Game, пізніше відома як Rare, випустила свої перши відеогри Jetpac та Atic Atac для ZX Spectrum.
- Froggo Games Corporation випускає Spiderdroid для консолі Atari 2600.
- Broderbund[en] випустила платформер-головоломку Lode Runner.
- Windmill Software[en] випустила комп'ютерну гру Digger.
- Synapse Software[en] випустила платформер Alley Cat для 8-бітної серії Atari.

## Технології

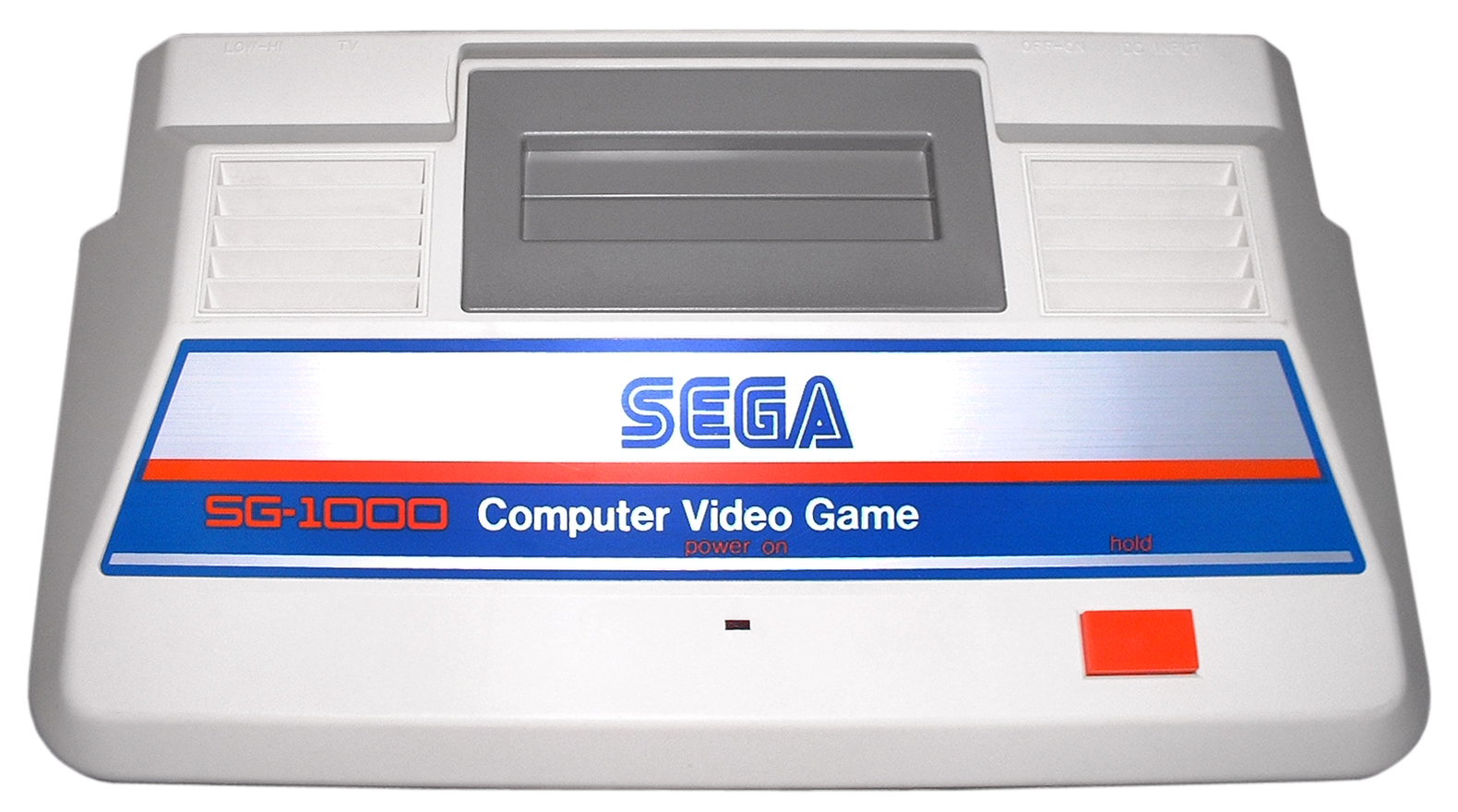
SG-1000

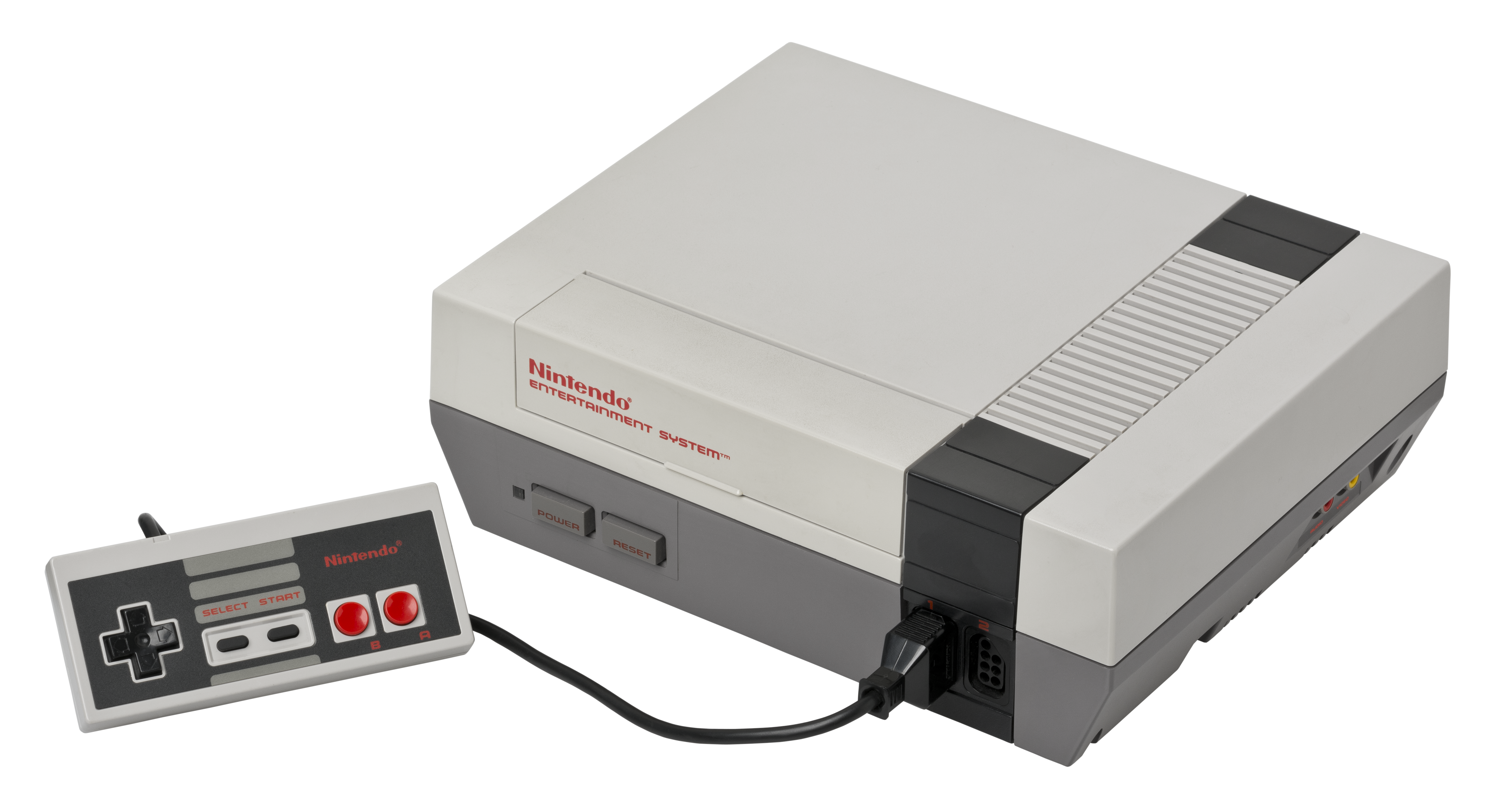
Family Computer

- В Японії Sega випустила персональний комп'ютер SG-3000 та гральну консоль SG-1000.
- Nintendo випустила консоль Family Computer. Незабаром надійшла велика кількість скарг на нестабільність системи, через які Nintendo довелося відкликати продукт та випустити пізніше, з іншою материнською платою.
- Coleco випустила домашній комп'ютер Adam.
- Mattel Electronics випустила домашній комп'ютер Aquarius
- Acorn Computers випускає Acorn Electron — урізану версію BBC Micro, для того, щоб конкурувати в дешевому сегменті домашніх комп'ютерів. Проблеми з виробництвом призвели до того, що до різдвяного сезону було поставлено лише 1/8 машин.